# Adrienne Lezzi-Hafter
Adrienne Lezzi-Hafter (geborene Hafter, * 25. Oktober 1945 in Lausanne) ist eine Schweizer Klassische Archäologin und Verlagsleiterin.
Hafter besuchte die Primarschule in Kilchberg und das Gymnasium in Zürich. Seit 1965 studierte sie Klassische Archäologie, Urgeschichte und Alte Geschichte an der Universität Zürich und erlangte 1971 den lic. phil. Schon seit 1969 bereiste sie für längere Zeit den Mittelmeerraum, insbesondere die Orte der klassischen Antike. 1969 verbrachte sie einen längeren Aufenthalt am Istituto Svizzero di Roma, 1971 am Beazley Archive in Oxford. 1973 wurde sie bei Hansjörg Bloesch mit der Arbeit Der Schuwalow-Maler. Eine Kannenwerkstatt der Parthenonzeit promoviert. Zwischen 1978 und 1984 führten sie ein Dutzend, mit Hilfe des Schweizerischen Nationalfonds und mit dem Fotografen Jürg Zbinden, durchgeführte Reisen zu vielen archäologischen Sammlungen auf der Welt, darunter nach Leningrad, Los Angeles, Kopenhagen und Kuba. Zwischen den Reisen war sie Gastforscherin am Archäologischen Seminar der Universität Bern. Seit 1989 leitet sie ihren eigenen Verlag Akanthus, in dem vor allem Publikationen zur Klassischen Archäologie, aber auch Publikationen des Lesevereins Kilchberg und der Erika-Streit-Stiftung Kilchberg erscheinen. 2006 und 2008 gestaltete sie zwei Kinderbücher des Verlag Philipp von Zabern zu den antiken Helden Odysseus und Herakles.
Lezzi-Hafter forscht vor allem zur attischen Vasenmalerei, insbesondere zur rotfigurigen Vasenmalerei der Klassischen Zeit. Neben kleineren Arbeiten sind vor allem ihre monografischen Untersuchungen zum Schuwalow-Maler und dem Eretria-Maler von nachhaltiger wissenschaftlicher Bedeutung. Für den Neuen Pauly steuerte sie mehrere Artikel über diese Maler und deren Umfeld bei.
Verheiratet war sie mit dem Journalisten und Generalstabsoffizier Bruno Lezzi (1945–2023).

## Schriften
- Der Schuwalow-Maler. Eine Kannenwerkstatt der Parthenonzeit (= Forschungen zur antiken Keramik. Reihe 2: Kerameus. Bd. 2).  2 Bände (Textbd., Tafelbd.). von Zabern, Mainz 1976, ISBN 3-8053-0080-8.
- mit Cornelia Isler-Kerényi und Robert Donceel: Auf classischem Boden gesammelt. Zu den frühen Antikensammlungen in der Schweiz. Zum 150. Schenkungstag der Berner Antiken (= Antike Welt. Sondernummer 11, 1980, ZDB-ID 715161-5). Raggi-Verlag, Feldmeilen 1980.
- Der Eretria-Maler. Werke und Weggefährten (= Forschungen zur antiken Keramik. Reihe 2: Kerameus. Bd. 6). 2 Bände (Textbd., Tafelbd.). von Zabern, Mainz, 1988, ISBN 3-8053-0963-5.
- als Herausgeberin mit Christian Zindel: Dionysos. Mythes et mystères. Vases de Spina = Mythos und Mysterien. Vasen aus Spina. Akanthus, Kilchberg 1991, ISBN 3-905083-04-3.
- als Herausgeberin mit H. Alan Shapiro und Mario Iozzo (Hrsg.): The François Vase. New Perspectives. Papers of the International Symposium, Villa Spelman, Florence, 23–24 May, 2003 (= Akanthus Proceedings. Bd. 3). Akanthus, Kilchberg 2013, ISBN 978-3-905083-33-0.